# Hoshihananomia composita sakishimana
Hoshihananomia composita sakishimana es una subespecie de coleóptero de la familia Mordellidae.

## Distribución geográfica
Habita en Japón.